# پایه (موسیقی)

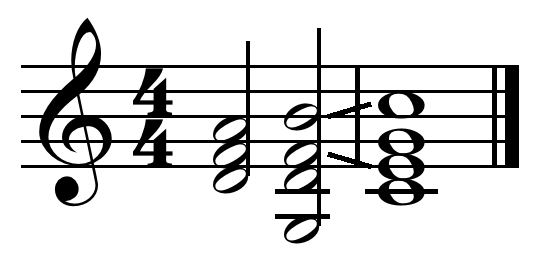
یک فرود متداول در گام دو ماژور که با آکوردی بر مبنای نت پایه به اتمام می‌رسد

در تئوری موسیقی، پایه یا تونیک (به فرانسوی: tonic) که به آن بُن‌مایه نیز می‌گویند، نخستین درجه () از گام دیاتونیک است و نت مرکزی برای حل در تنالیته محسوب می‌شود. در موسیقی کلاسیک، موسیقی فولکلور و پاپ، عموماً فرود به نت پایه منتهی می‌گردد.

## شرح
در سیستم سلفژخوانی، پایه همان‌طور که هست خوانده می‌شود و تغییر نمی‌کند. به‌طور کلی پایه یا تونیک، نتی است که دیگر نت‌های گام به‌صورت سلسله مراتب پس از آن ذکر می‌شود. همچنین گام موسیقی، بر پایهٔ تونیک نامگذاری شده‌اند، به‌عنوان مثال نت دو پایهٔ گام دو ماژور است.
در نامگذاری آکوردها، سه‌صدایی قرار گرفته روی پایه را «آکورد تونیک» می‌نامند، بنابر این مهمترین آکوردِ گام در این سبک از موسیقی است. در تجزیه و تحلیل عددنویسی رومی، آکورد تونیک به‌طور معمول اگر در گام ماژور باشد، با عدد (I) و اگر در مینور باشد، با عدد (i) نمادگذاری می‌شود.
این آکوردها ممکن است به‌صورت آکورد هفت نیز ظاهر شوند. به‌عنوان مثال در ماژور (IM7) و در مینور (i7) و گاهی نیز به‌ندرت بدین طریق (iM7) استفاده می‌شود:
«آکورد تونیک» نباید با پایه آکورد که بم‌ترین نت آکورد است اشتباه گرفته شود. (ر.ک معکوس اول، دوم و سوم)

## اهمیت و کاربرد

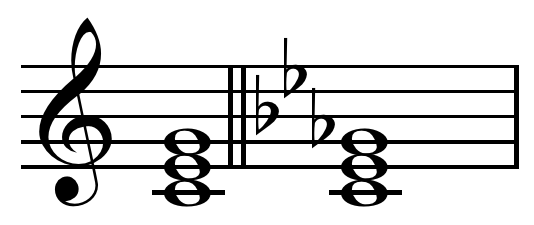
نت پایه

تونیک در موسیقی دوران قواعد مشترک، مهمترین مرکز صدا در آهنگ‌های مختلف بود که آهنگساز از آن استفاده می‌کرد. در این دوران بیشتر قطعات با نت پایه شروع و پایان می‌یافت که معمولا در فالب درجۀ پنج (V) به یک (I) یا در بعضی مواقع درجه چهار (IV) هم در بین آنها وجود داشت.
این نت پایهٔ مشترک در دو گام موازی است، به‌عنوان مثال در گام دو ماژور و دو مینور، نت پایه، دو است. با این حال در گام نسبی (گام‌هایی مختلف که سرکلید مشترک دارند)، پایه‌ها متفاوتند. به‌عنوان مثال در گام‌های دو ماژور و لا مینور با آنکه سرکلید مشترک دارند و فاقد علامت دیز یا بمل هستند، اما پایهٔ گام آنها با هم تفاوت دارد.
اصطلاح «پایه» یا «تونیک» ممکن است اختصاصاً منحصر به موسیقی تونال باشد، اما اصطلاح مرکز تونال یا مرکز گام، ممکن است در موسیقی پساتونال و آتونال استفاده شود: «این ممکن است ایدهٔ خوبی برای اهداف موسیقی باشد که مرکز تونال در کلاس عام‌تری گفته شود و تونیک (یا مراکز تونال در همهٔ زمینه‌ها) به‌عنوان یک زیرکلاس شناخته شود». بنابراین مرکز گام ممکن است زمینه‌ای برای ارجاع به یک موسیقی آتونال باشد که اغلب به‌عنوان یک محور مرکزی یا خط تقارن، در بازه‌ای از این «چرخهٔ فواصل» عمل می‌کند. اصطلاح «مرکزیت گام» نخستین بار توسط آرتور برگر در کتاب مشکلات سازمان گام در استراوینسکی ابداع گردید. به گفتهٔ والتر پیستن: «کلود دبوسی در قطعهٔ بعدازظهر یک دیو به‌صورت کامل یک ایدهٔ کلاسیک متحد را با مرکزیت غیر کلاسیک (در اینجا بدون نمایان) جایگزین و آهنگسازی کرد». ()
در این مثال نت پایه شامل چهار نوع فعالیت یا نقش اصلی تُن، برای رسیدن به هدف، شروع رویداد، تولید تُن‌های دیگر و حفظ مرکزیت پایدار برای خنثی‌کردن کشش بین نت‌های نمایان و زیرنمایان است.

## ارتباط با گام‌های دیگر
مرتضی حنانه معتقد است که مفهوم نت شاهد در موسیقی ایرانی همان تونیک در موسیقی غربی است.

## یادداشت
1. ↑  Arthur Berger